# Roux (cuisine)
Pour les articles homonymes, voir Roux.

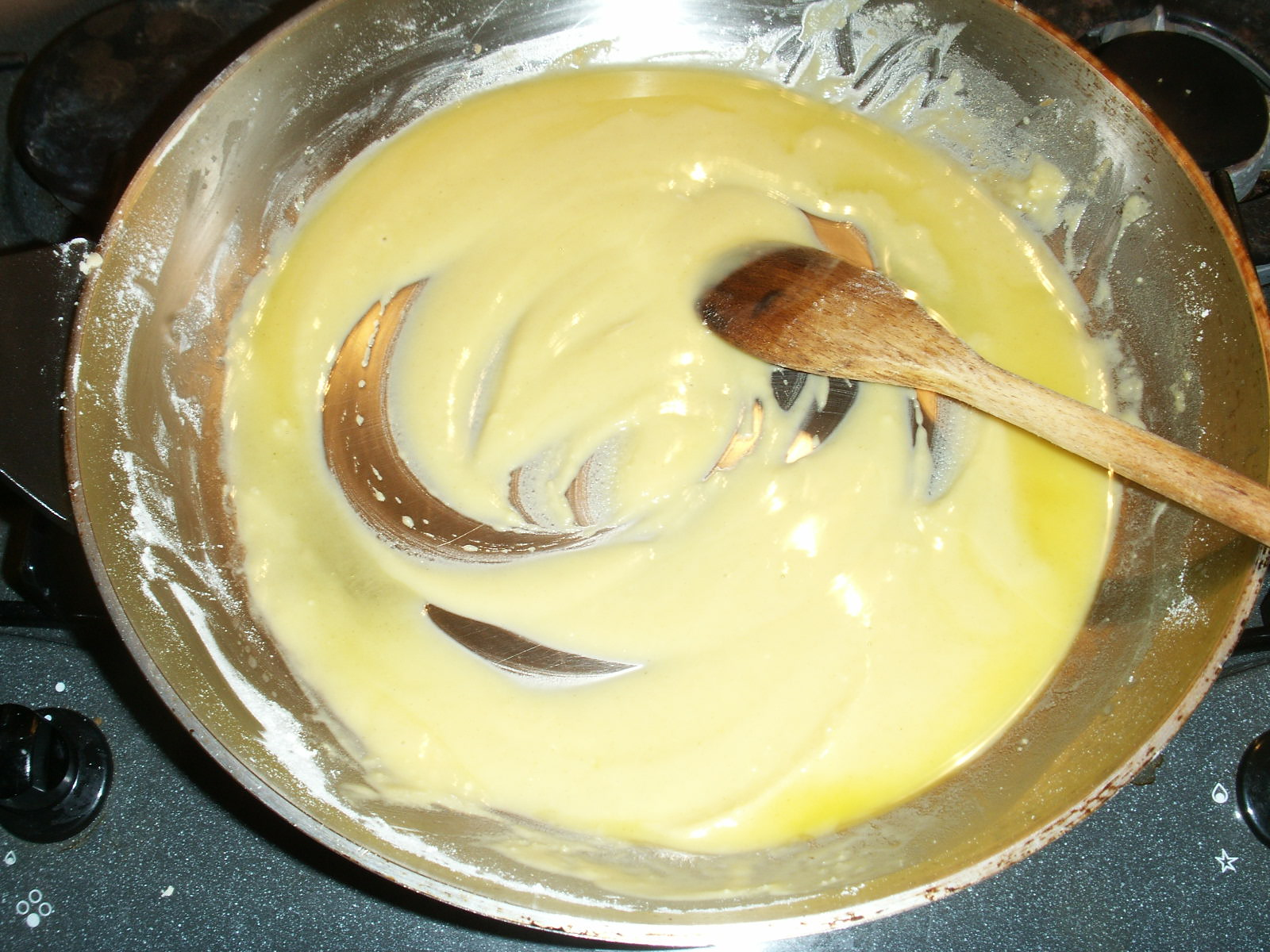
Roux blanc.

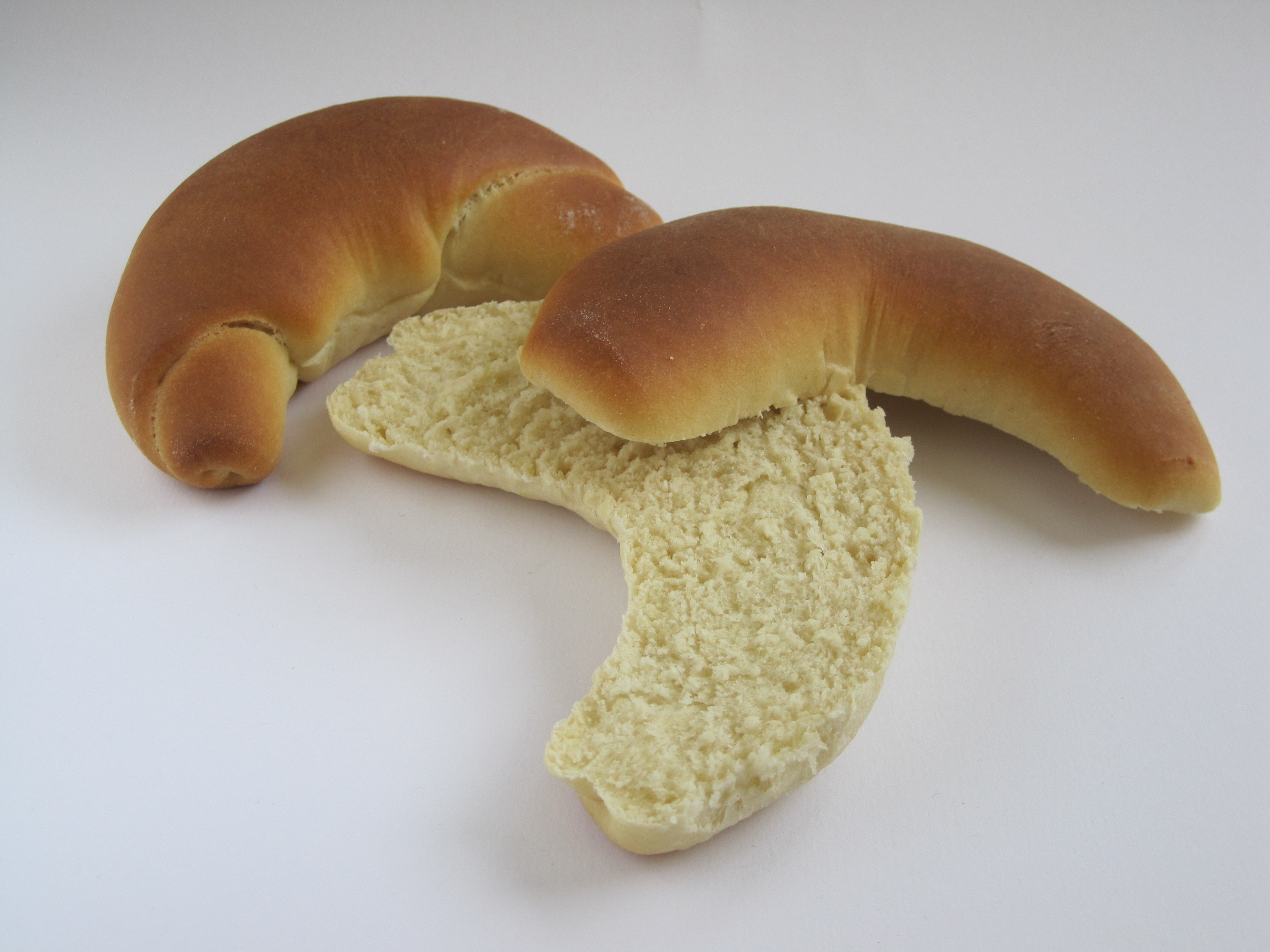
Pain au lait préparé à partir de tangzhong, un roux de farine cuit à l'eau ou au lait.

Un roux est, en cuisine, un mélange de farine et de matière grasse, coloré à feu moyen. Mouillé par du vin, de l'eau, un bouillon ou du lait, ce liant permet d'obtenir une sauce.

## Types de roux

### Roux blanc, blond et brun
On distingue le roux blanc, blond, ou brun, selon la cuisson qu'il a subie. Celui-ci se colore au fur et à mesure des réactions de Maillard, et sa cuisson est arrêtée au moment de la coloration voulue pour la confection de la sauce ou de la liaison désirée. Le corps gras utilisé dans la préparation peut être de différentes natures : beurre, beurre clarifié, graisse de volaille,, huile, mais le beurre demeure l'ingrédient classique de cette préparation.
Le roux blanc, également appelé velouté, est la base de la sauce blanche et de la sauce béchamel.
Le roux blond, au goût caractéristique de noisette, est la base de nombreuses liaisons, pour viandes blanches ou poissons, et de la sauce béchamel.
Le roux brun est la base des sauces brunes qui accompagnent les viandes rouges.

### Staka
Le staka (στάκα) est un type particulier de roux, propre à la cuisine crétoise. Sa préparation consiste, tout d'abord, à extraire la couche de crème épaisse qui se forme sur le dessus du lait de chèvre. Lorsqu'une quantité suffisante est collectée, cette crème est cuisinée avec de la farine et du sel. Les protéines de la crème et la farine coagulent pour former le staka, et se séparent de la graisse, appelée stakovoutyro (littéralement, « beurre de staka »).

## La recette de Curnonsky
Dans son livre célèbre Cuisine et Vins de France, Curnonsky donne la recommandation suivante :

« Roux 
Préparation : 10 minutes — Cuisson : 1 heure
Quoique cela puisse paraître étonnant, les roux, qu'ils soient bruns, blonds ou blancs doivent être très cuits. Plus un roux est cuit, plus la sauce sera limpide, moelleuse, brillante. Si l'on est limité par le temps, il est préférable de faire un beurre manié.
Pour les roux, les proportions sont, par litre de liquide : 80g de beurre, 75g de farine. Avec la réduction, la quantité conviendra pour 8 couverts. »

## Historique
Selon Alexandre Dumas, dans Le Grand Dictionnaire de cuisine :

« Le roux est d'un grand usage dans les cuisines pour faire cuire les viandes à l'étuvée, à la braise, etc. ; cela augmente leur sapidité et retient à l'intérieur une partie des sucs qui autrement se délayeraient dans les mouillements. Le roux est tout simplement de la farine que l'on fait frire dans le beurre ou dans la graisse en remuant toujours afin qu'elle ne se forme pas en grumeaux. On s'en sert aussi pour colorer et lier les sauces. »